# Orobó
Orobó is een gemeente in de Braziliaanse deelstaat Pernambuco. De gemeente telt 22.239 inwoners (schatting 2009).